# Le Fresne (Eure)
Le Fresne foi uma antiga comuna francesa na região administrativa da Normandia, no departamento de Eure. Estendia-se por uma área de 9,26 km². Em 2010 a comuna tinha 295 habitantes (densidade: 31,9 hab./km²).
Em 1 de janeiro de 2018, passou a formar parte da nova comuna de Le Val-Doré.